# Elecciones municipales de Mariscal Nieto de 2006
Las elecciones municipales de Mariscal Nieto de 2006 se llevaron a cabo el 19 de noviembre de 2006 para elegir al alcalde y al Concejo Provincial de Mariscal Nieto para el periodo 2007-2010. La elección se celebró simultáneamente con elecciones regionales y municipales (provinciales y distritales) en todo el Perú.

## Sistema electoral
La Municipalidad Provincial de Mariscal Nieto es el órgano administrativo y de gobierno de la provincia de Mariscal Nieto. Está compuesta por el alcalde y el Concejo Provincial.
La votación del alcalde y el concejo se realiza en base al sufragio universal, que comprende a todos los ciudadanos nacionales mayores de dieciocho años, empadronados y residentes en la provincia de Mariscal Nieto y en pleno goce de sus derechos políticos, así como a los ciudadanos no nacionales residentes y empadronados en la provincia de Mariscal Nieto.
El Concejo Provincial de Mariscal Nieto está compuesto por 9 regidores elegidos por sufragio directo para un período de cuatro (4) años, en forma conjunta con la elección del alcalde (quien lo preside). La votación es por lista cerrada y bloqueada. Se asigna a la lista ganadora los escaños según el método d'Hondt o la mitad más uno, lo que más le favorezca. Es elegido como alcalde el candidato que ocupe el primer lugar de la lista que haya obtenido la más alta votación.

## Composición del Concejo Provincial de Mariscal Nieto
La siguiente tabla muestra la composición del Concejo Provincial de Mariscal Nieto antes de las elecciones.
| Partidos | Partidos                             | Regidores |
| -------- | ------------------------------------ | --------- |
|          | Compromiso y Desarrollo              | 6         |
|          | Fuerza por el Desarrollo de Moquegua | 2         |
|          | Somos Perú                           | 1         |

## Partidos y candidatos
A continuación se muestra una lista de los principales partidos y alianzas electorales que participaron en las elecciones:
| Candidatura | Candidatura | Partidos y alianzas                                                         | Candidatos | Candidatos                   | Ideología                                        | Resultado previo | Resultado previo | Ref. |
| Candidatura | Candidatura | Partidos y alianzas                                                         | Candidatos | Candidatos                   | Ideología                                        | Votos (%)        | Reg.             | Ref. |
| ----------- | ----------- | --------------------------------------------------------------------------- | ---------- | ---------------------------- | ------------------------------------------------ | ---------------- | ---------------- | ---- |
|             | CODE        | Lista - Compromiso y Desarrollo (CODE)                                      |            | Vicente Zeballos Salinas     | Regionalismo moqueguano                          | 36.38%           | 6                |      |
|             | APRA        | Lista - Partido Aprista Peruano (APRA)                                      |            | Katherine Maldonado Palomino | Aprismo                                          | 4.82%            | 0                |      |
|             | UPP         | Lista - Unión por el Perú (UPP)                                             |            | Giuseppe Baldi Cogo          | Nacionalismo de izquierda Socialdemocracia       | 0.54%            | 0                |      |
|             | Sí Cumple   | Lista - Agrupación Independiente Sí Cumple (Sí Cumple)                      |            | Luis Zubia Cortez            | Fujimorismo Populismo de derecha                 | Nuevo            | Nuevo            |      |
|             | CFP         | Lista - Con Fuerza Perú (CFP)                                               |            | Edgar Bedoya Justo           | Fujimorismo Partido atrapalotodo                 | Nuevo            | Nuevo            |      |
|             | PNP         | Lista - Partido Nacionalista Peruano (PNP)                                  |            | Santos Torres Gutiérrez      | Socialismo democrático Nacionalismo de izquierda | Nuevo            | Nuevo            |      |
|             | SI          | Lista - Somos Independientes (SI)                                           |            | Marcelino Tito Valeriano     | Regionalismo moqueguano                          | Nuevo            | Nuevo            |      |
|             | LÍDER       | Lista - Movimiento Lista de Integración para el Desarrollo Regional (LÍDER) |            | Hugo Quispe Mamani           | Regionalismo moqueguano                          | Nuevo            | Nuevo            |      |
|             | IND         | Lista - Lista Independiente N° 1 Nosotros por Moquegua                      |            | Edmundo Coayla Olivera       | Localismo nietino                                | Nuevo            | Nuevo            |      |

## Resultados

### Sumario general
| |                                                                     |              |              |              |           |           |  |  |
| Partidos y coaliciones | Partidos y coaliciones                                              | Voto popular | Voto popular | Voto popular | Regidores | Regidores |  |  |
| Partidos y coaliciones | Partidos y coaliciones                                              | Votos        | %            | ±pp          | Total     | +/−       |  |  |
| | Lista Independiente N° 1 Nosotros por Moquegua                      | 14,046       | 36.30        | n/a          | 6         | +6        |  |  |
| | Compromiso y Desarrollo (CODE)                                      | 10,017       | 25.89        | –10.49       | 2         | –4        |  |  |
| | Somos Independientes (SI)                                           | 5,931        | 15.33        | Nuevo        | 1         | +1        |  |  |
| | Partido Aprista Peruano (APRA)                                      | 2,342        | 6.05         | +1.23        | 0         | ±0        |  |  |
| | Movimiento Lista de Integración para el Desarrollo Regional (LÍDER) | 2,276        | 5.88         | Nuevo        | 0         | ±0        |  |  |
| | Agrupación Independiente Sí Cumple (Sí Cumple)                      | 1,870        | 4.83         | Nuevo        | 0         | ±0        |  |  |
| | Partido Nacionalista Peruano (PNP)                                  | 1,354        | 3.50         | Nuevo        | 0         | ±0        |  |  |
| | Unión por el Perú (UPP)1                                            | 750          | 1.94         | +1.40        | 0         | ±0        |  |  |
| | Con Fuerza Perú (CFP)                                               | 103          | 0.27         | Nuevo        | 0         | ±0        |  |  |
| |                                                                     |              |              |              |           |           |  |  |
| Total | Total                                                               | 38,689       |              |              | 9         | ±0        |  |  |
| |                                                                     |              |              |              |           |           |  |  |
| Votos válidos | Votos válidos                                                       | 38,689       | 89.14        | –0.62        |           |           |  |  |
| Votos en blanco | Votos en blanco                                                     | 2,542        | 5.86         | +0.88        |           |           |  |  |
| Votos nulos | Votos nulos                                                         | 2,172        | 5.00         | –0.26        |           |           |  |  |
| Votos emitidos | Votos emitidos                                                      | 43,403       | 91.50        | +1.70        |           |           |  |  |
| Abstenciones | Abstenciones                                                        | 4,031        | 8.50         | –1.70        |           |           |  |  |
| Votantes registrados | Votantes registrados                                                | 47,434       |              |              |           |           |  |  |
| |                                                                     |              |              |              |           |           |  |  |
| Fuente: |                                                                     |              |              |              |           |           |  |  |
| Notas al pie: 1 Comparado con los resultados de Agrupación Independiente Unión por el Perú – Frente Amplio (UPP) en las elecciones de 2002. |                                                                     |              |              |              |           |           |  |  |
| Notas al pie: |                                                                     |              |              |              |           |           |  |  |
| 1 Comparado con los resultados de Agrupación Independiente Unión por el Perú – Frente Amplio (UPP) en las elecciones de 2002.               |                                                                     |              |              |              |           |           |  |  |

## Elecciones municipales distritales

### Resultados por distrito
La siguiente tabla enumera el control de los distritos de la provincia de Mariscal Nieto. El cambio de mando de una organización política se resalta del color de ese partido.
| Distrito                 | Alcalde(sa) titular       | Partido político | Partido político        | Alcalde(sa) electo(a) | Partido político | Partido político        |
| ------------------------ | ------------------------- | ---------------- | ----------------------- | --------------------- | ---------------- | ----------------------- |
| Carumas                  | Maximiliano Flores Flores |                  | Compromiso y Desarrollo | Luis Salas Casilla    |                  | Compromiso y Desarrollo |
| Cuchumbaya               | Fredy Ventura Calla       |                  | Perú Posible            | Guido Maquera Cuayla  |                  | Nosotros por Moquegua   |
| Samegua                  | Tiler Manrique Prado      |                  | Unidad Nacional         | Renzo Quiroz Vargas   |                  | Nosotros por Moquegua   |
| San Cristóbal de Calacoa | Marcial Condori Cuayla    |                  | Acción Popular          | Rogelio Vizcarra Taco |                  | Nosotros por Moquegua   |
| Torata                   | Ángel Hurtado Jiménez     |                  | Compromiso y Desarrollo | Higinio Cabana Díaz   |                  | Partido Aprista Peruano |